# Sonia Shah
Sonia Shah (New York, 1969) è una giornalista statunitense nota per le sue inchieste sulle multinazionali, in particolare alimentari, petrolifere e farmaceutiche.

## Biografia
Nata nel 1969 a New York da una coppia di medici di origine indiana, è cresciuta tra il nordest degli Stati Uniti e l'India, dove vive il resto della sua famiglia.
Laureata in filosofia e neuroscienze all'Oberlin College, scrive per The Washington Post, The Boston Globe, New Scientist, The Nation.
Vive attualmente con lo scienziato Mark Bulmer ed i loro figli Zakir e Kush.

## Attività
Gli scritti di Sonia Shah, si basano sui suoi reportages in India, Sudafrica, Panama, Malawi, Camerun e Australia. Ha collaborato con la BBC e la Radio Nazionale Australiana. I suoi articoli su Diritti umani, Politica, Medicina sono stati pubblicati su numerose riviste tra cui Playboy, Salon,  Orion, The Progressive, Knight-Ridder. È stata consulente per documentari  in collaborazione con ABC, Channel 4.
Sonia Shah è former writing fellow del Nation Institute and the Puffin Foundation.

## Opere
- The Body Hunters, ISBN 1-56584-912-4, 2006 - (trad. it. "Cacciatori di corpi, la verità su farmaci killer e medicina corrotta, Nuovi Mondi media, 2007
- The Story of Oil, ISBN 1-58322-625-7, 2004 - (trad.it. "Oro nero, breve storia del petrolio", Mondadori, 2005)
- Untying the knot, 2001
- Dragon Ladies, ISBN 0-89608-575-9, 1997
- Between Fear and Hope, ISBN 1-879175-10-X,1992